# Van’s RV-7
Van's RV-7 — двухместный лёгкий спортивный самолёт, разработанный компанией Van's Aircraft и производимый в виде наборов для самостоятельной сборки. Существует в двух модификациях: классическая схема с хвостовым колесом (RV-7) и с трехстоечным шасси с носовым колесом (RV-7A). Является преемником популярной модели Van's RV-6, сохраняя её основные характеристики при использовании более совершенных технологий и материалов.

## История разработки
Van's RV-7 был разработан Ричардом "Ваном" ВанГрюнсвеном в конце 1990-х годов как усовершенствованная версия своего популярного предшественника RV-6. Первый полет прототипа состоялся в 2001 году, и в том же году начались продажи наборов для самостоятельной сборки.
Основной задачей при проектировании RV-7 было сохранение летных характеристик и управляемости RV-6, с одновременным улучшением конструкции, эргономики и упрощением процесса сборки для домашних конструкторов.
В отличие от предыдущих моделей, где набор для самостоятельной сборки включал множество деталей, требующих значительной ручной обработки, набор RV-7 содержит предварительно пробитые отверстия в силовых элементах и панелях обшивки, что существенно снижает время сборки и уменьшает вероятность ошибок.

## Конструкция
RV-7 представляет собой цельнометаллический низкоплан с таким расположением сидений, когда пилот и пассажир сидят рядом. Конструкция выполнена преимущественно из алюминиевых сплавов серии 6061-T6 и 2024-T3.

### Планер
- Фюзеляж: полумонококовой конструкции, собирается из готовых алюминиевых панелей и силовых элементов
- Крыло: низкорасположенное, двухлонжеронное, трапециевидной формы с умеренным сужением к концам
- Хвостовое оперение: классической схемы, с подкосным горизонтальным стабилизатором

### Шасси
Van's RV-7 выпускается в двух конфигурациях шасси:
- RV-7 — классическая схема с хвостовым колесом (taildragger)
- RV-7A — трехстоечное шасси с носовым колесом

Шасси неубирающееся, с амортизаторами на основных стойках. Колеса оснащаются дисковыми тормозами.

### Силовая установка
Самолет проектировался под установку различных модификаций авиационных двигателей Lycoming мощностью от 150 до 200 л.с. Наиболее распространенные варианты:
- Lycoming O-320 (150-160 л.с.)
- Lycoming O-360 (180 л.с.)
- Lycoming IO-360 (200 л.с.)

Возможна установка как карбюраторных, так и инжекторных версий двигателей. В зависимости от двигателя устанавливаются двух- или трехлопастные винты постоянной скорости или фиксированного шага.

### Кабина и авионика
Кабина RV-7 рассчитана на двух человек, сидящих один за другим (тандемное расположение). Обе позиции оборудованы полным набором органов управления. Фонарь кабины сдвижной, обеспечивает отличную обзорность.
Приборное оборудование зависит от предпочтений строителя. Возможны варианты от базового набора аналоговых приборов до полноценных "стеклянных кабин" с интегрированными системами авионики Garmin G3X, Dynon SkyView и другими.

## Летно-технические характеристики
Приведенные характеристики соответствуют самолету RV-7 с двигателем Lycoming O-360 (180 л.с.)
| Параметр                                 | Значение                      |
| ---------------------------------------- | ----------------------------- |
| Экипаж                                   | 1 пилот                       |
| Пассажировместимость                     | 1 человек                     |
| Длина                                    | 6,25 м                        |
| Размах крыла                             | 7,62 м                        |
| Высота                                   | 2,08 м (RV-7A), 1,73 м (RV-7) |
| Площадь крыла                            | 10,96 м²                      |
| Масса пустого                            | 499 кг                        |
| Максимальная взлетная масса              | 839 кг                        |
| Запас топлива                            | 159 л                         |
| Максимальная скорость                    | 333 км/ч                      |
| Крейсерская скорость                     | 298 км/ч                      |
| Скорость сваливания                      | 89 км/ч (с закрылками)        |
| Скороподъемность                         | 9,4 м/с                       |
| Практический потолок                     | 6,700 м                       |
| Дальность полета                         | 1,287 км                      |
| Максимальная эксплуатационная перегрузка | +6/-3 g                       |

## Лётные характеристики
RV-7 известен своими отличными лётными характеристиками, сочетающими высокую скорость, экономичность и маневренность. Самолет способен выполнять основные фигуры простого пилотажа, включая петли, бочки и перевороты через крыло.
При стандартной комплектации RV-7 имеет скорость горизонтального полета около 300 км/ч, что делает его одним из самых быстрых самолетов в своем классе. При этом самолет сохраняет хорошую управляемость на малых скоростях, с минимальной скоростью сваливания около 89 км/ч при выпущенных закрылках.
Взлетно-посадочные характеристики позволяют использовать короткие взлетно-посадочные полосы длиной от 450 метров.

## Процесс сборки
Комплект для сборки RV-7 поставляется в виде нескольких наборов, которые могут приобретаться постепенно:
- Набор для хвостовой части
- Набор для крыльев
- Набор для фюзеляжа
- Набор для отделки
- Набор шасси (различный для RV-7 и RV-7A)

Сборка осуществляется с использованием клепки, для которой требуются специальные инструменты, включая пневматический клепальный молоток, зенковки, заклепочник и другие инструменты.
Среднестатистическое время сборки составляет 1400-2000 человеко-часов, в зависимости от опыта строителя, доступных инструментов и уровня отделки. Большинство строителей завершают проект за 3-5 лет работы в свободное время.
Для сборки самолета не требуется специальная квалификация, хотя наличие технического образования или опыта работы с металлом значительно упрощает задачу. Van's Aircraft предоставляет подробную документацию и техническую поддержку для строителей.

## Популярность и распространение
По состоянию на 2024 год построено более 1500 самолетов RV-7/RV-7A, что делает его одним из наиболее популярных самолетов для самостоятельной сборки. Самолеты RV-7 эксплуатируются в более чем 40 странах мира.
Популярность модели обусловлена сочетанием отличных лётных характеристик, относительно невысокой стоимости, качественной документации и хорошей поддержки со стороны производителя и сообщества строителей.
В США и других странах существуют клубы владельцев RV, которые регулярно проводят слеты и соревнования. Самолеты RV-7 участвуют в различных авиационных мероприятиях, включая групповой пилотаж и гонки.

## Модификации
- RV-7 — базовая версия с хвостовым колесом
- RV-7A — версия с носовым колесом

## Аварии и происшествия
Статистика показывает, что уровень безопасности самолетов RV-7/RV-7A соответствует общему уровню для лёгких спортивных самолетов. Большинство происшествий связано с ошибками пилотирования или неправильным техническим обслуживанием. В целом конструкция считается надежной при соблюдении технологии сборки и правил эксплуатации.

## Сравнение с аналогами
| Модель            | Крейсерская скорость | Дальность полета | Макс. взлетная масса | Особенности                                        |
| ----------------- | -------------------- | ---------------- | -------------------- | -------------------------------------------------- |
| Van's RV-7        | 298 км/ч             | 1,287 км         | 839 кг               | Сиденья рядом                                      |
| Van's RV-8        | 307 км/ч             | 1,350 км         | 839 кг               | Улучшенная аэродинамика, тандем                    |
| Van's RV-9        | 278 км/ч             | 1,200 км         | 839 кг               | Сиденья рядом, более мягкие ЛТХ                    |
| Sonex             | 217 км/ч             | 885 км           | 544 кг               | Низкая стоимость, простота конструкции             |
| Glasair Sportsman | 283 км/ч             | 1,448 км         | 1,089 кг             | Многоцелевой, возможность трехместной конфигурации |